# Yakuza: Like a Dragon
Yakuza: Like a Dragon — пригодницька рольова відеогра, розроблена командою Ryu Ga Gotoku Studio та видана компанією Sega для платформ PlayStation 4, PlayStation 5, Xbox One, Xbox Series і Microsoft Windows. Це восьма частина основної серії Yakuza. Гра вийшла в Японії 16 січня 2020 і у решті світу в листопаді того ж року. Версія для PS5 вийшла 2 березня 2021 року як безкоштовне оновлення для всіх власників версії PS4.
Like a Dragon вносить дві ключові зміни, які кардинально відрізняють її від попередніх тайтлів серії. Перша зміна полягає в тому, що культовий герой франшизи Кірію Казума більше не є ігровим персонажем, а центральну роль тепер відіграє Касуґа Ічібан. Друга зміна стосується бойової системи: гра перейшла від боївки в жанрі побий усіх до покрокового формату.
У 2023 році вийшов спіноф Like a Dragon Gaiden: The Man Who Erased His Name, який розповідає про окрему пригоду Казуми Кірію, що відбувається паралельно з подіями Like a Dragon. Згодом, у 2024 році, серія продовжилася новою основною частиною — Like a Dragon: Infinite Wealth.

## Ігровий процес

Геймплей під час бойового зіткнення: на екрані зазначені члени активної ігрової групи; колесо дій, які доступні ігровому персонажу під час його ходу; та життєві показники всіх учасників битви

Like a Dragon стала першим тайтлом, де геймплей повністю побудований на покроковій бойовій системі, на відміну від характерного для попередніх ігор жанру побий усіх. Подібно до культової гри від Enix — Dragon Quest, на яку гра неодноразово посилається, всі персонажі мають свої характеристики, спорядження та вміння, що надає гравцям безліч варіантів для тактичного проходження. Активна ігрова група може налічувати до чотирьох персонажів включно з протагоністом. Під час бойового зіткнення персонажам доступний ряд дій, які вони можуть виконати протягом свого ходу. Вміння персонажів залежать від їхніх «професій», поняттю в цілому еквівалентному класам у класичній системі рольових ігор. Клас, або «професію» гравці можуть змінити у будь-який момент гри поза боєм. Також, зі зміною професії, змінюється доступні персонажу види зброї, які той може використовувати в подальшому. Для зброї тут введена спеціальна система прокачки, котра включає спеціального персонажа, який або покращить вже існуючу в гравців зброю, або створить нову, в обмін на внутрішньоігрову валюту та зібрані гравцями під час проходження матеріали.
Дослідження ігрового світу не зазнало кардинальних змін у порівнянні з попередніми тайтлами серії. Гравці можуть вільно пересуватися по Іджінчо́, взаємодіяти з іншими персонажами, щоб отримати побічні завдання, битися з ворогами, або грати в міні-ігри. Традиційно для серії, в Like a Dragon представлений широкий асортимент міні-ігор, всього яких тут двадцять чотири: класичні аркадні ігри Sega (Out Run (1986), Space Harrier (1985), Virtua Fighter 2 (1994), Super Hang-On (1987), Fantasy Zone (1986), Virtua Fighter 5 (2010)), кран-машина, бейсбол, дартс, гольф, карт, кінотеатр, караоке, маджонґ, шьоґі, змагання зі збирання бляшанок, масштабна міні-гра з управління нерухомістю, профтехучилище, кабаре клуб, пачінко, блекджек, покер, кой-кой, ойчо-кабу.

## Сюжет

### Сетинг
Пролог починається 31 грудня 2000, а основний сюжет розгортається у 2019 році, через три роки після подій Yakuza 6: The Song of Life. Дія гри відбувається у новій для цієї серії локації — Ісеза́кі Іджінчо́, що є вигаданим районом Йокогами, заснованим на Ісезакічо. На короткі проміжки часу в грі також присутня ключова локація цієї франшизи — Камурочо́ та вигаданий район Осаки, Со́тенборі.
У центрі сюжету новий персонаж серії — Касуґа Ічібан (Накая Казухіро), що на момент прологу займає найнижчу позицію у підконтрольній клану Тоджьо сім'ї Аракава. Злочинний світ Йокогами складається з трьох взаємопов’язаних фракцій, відомих як «Тріада Іджін»: китайсько-японське угруповання «Йокогама Люман», корейсько-японська мафія «Ґоміджуль» та місцева організація якудза, клан Сейрю.

### Сюжет
У 2001 році Аракава Масумі (Накаї Кіічі) переконує Ічібана взяти на себе провину за вбивство, яке нібито скоїв його капітан Савашіро Чо (Цуцумі Шінічі), щоб захистити репутацію останнього. Відсидівши у в'язниці 18 років, Касуґа виходить на волю, де його зустрічає незнайомий офіцер поліції Адачі Коїчі (Оцука Акіо), який розповідає, що клан Тоджьо програв війну своєму давньому супернику Альянсу Омі і всі підконтрольні колись Тоджьо території тепер перейшли до Омі. Адачі також розповідає, що саме Аракава був зрадником Тоджьо, перейшовши до ворога. Щоб разом викрити правду, вони вриваються на зустріч Альянсу Омі. Там Адачі заарештовують за незаконне проникнення, а Касуґа отримує тяжке кульове від Аракави.
Три дні потому Ічібан приходить до тями на звалищі в Ісеза́кі Іджінчо́, Йокогама. Від безхатьок, які приютили і вилікували його поранення, Касуґа дізнається, що в його кишені знайшли підроблену купюру, та те, що він знаходиться на ворожій Альянсу Омі території, якою керує Тріада Іджін. До Ічібана приєднуються Нанба Ю (Ясуда Кен), Мукода Саеко (Уесака Суміре) і звільнений з поліції Адачі. Разом вони викривають схему підробки грошей, які Тріада Іджін та відомий політик Ютака Оґікубо, використовують для підкупу місцевої поліції. В той же час зрадник Тріади влаштовує диверсію, щоб посварити організації між собою. Щоб запобігти війні між злочинними угрупуваннями, Ічібан з друзями контактують з верхівкою корейської мафії Ґоміджуль, Сон Хі (Такеда Хана) і Чжун-Гі Ханом (Накамура Юічі). У ході розслідування друзі дізнаються, що розбрат між Тріадою був спланований губернатором Токіо Аокі Рьо (Торіюмі Косуке), в якому Ічібан впізнає нібито загиблого сина Аракави. Зрештою Касуґа з'ясовує, що Аокі, який взяв собі нову особистість зіграв ключову роль в очищенні Токіо від впливу клану Тоджьо і захопленню влади там Альянсом Омі. Аокі прагне підірвати злочинний світ Йокогами і спровокувати громадянську війну. Ічібану та його союзникам, до яких приєднується лідер китайської мафії Люман, Тянью Чжао (Окамото Нобухіко), вдається перешкодити планам Аокі.
Тим часом Аокі залучає свою довірену особу Соту Куме, щоб той балотувався на посаду регіонального представника Йокогами. Щоб зупинити плани Аокі, Касуґа в свою чергу балотується як незалежний кандидат на ту ж посаду. Також стає відомо, що Аракава весь цей час був подвійним агентом Тоджьо і тільки вдавав, що працює на Альянс Омі. Він разом із шостим головою клану Тоджьо Дайґо Доджімою (Сатоші Токушіґе) і капітаном Альянсу Омі Масару Ватасе (Рінтаро Ніші) офіційно оголошують про розпуск обох організацій, щоб завадити Аокі використовувати їх у своїх планах.
Касуґа з друзями, до яких приєднуються лейтенант Омі Йосуке Тендо (Танака Міо), офіцери клану Тоджьо Ґоро Маджіма (Уґакі Хіденарі) і Тайґа Седжіма (Кояма Рікія), а також  колишній член клану Тоджьо Кірію Казума (Курода Такая), протистоять незгодним з розпуском своєї організації членам Альянсу Омі. Після бою Ічібан примиряється з Аракавою та дізнається, що вбивство за яке він відсидів 18 років тюрми насправді скоїв син Аракави, Масато, що тепер відомий світу як Аокі Рьо. Наступного ж дня тіло Аракави знаходять у місцевій річці. Пізніше, вступивши в конфронтацію з Савашіро, Ічібан дізнається таємницю свого народження: виявляється немовлят випадково переплутали і Аокі насправді є біологічним сином Савашіро, тоді як сам Ічібан — син Аракави. 
Згодом Кірію зустрічається з Касуґою й повідомляє їм, що, за даними фракції Дайдоджі, Аокі відправив найманих вбивць за Савашіро, який збирався викрити його злочини. Ічібан з друзями зупиняє вбивць і викриває Аокі, обманом змусивши його прилюдно зізнатися у своїх вчинках. Дізнавшись правду про свого кумира та розчарувавшись у ньому, Куме вбиває Аокі на очах Ічібана.
Згодом докази, знайдені в штаб-квартирі Аракави, приводять до арешту всіх чиновників Камурочо, які брали хабарі. Касуґа відвідує похорон Аракави та Аокі і вирішує залишитися в Іджінчо, відхиливши пропозицію роботи в охоронній фірмі Дайґо, котру той відкрив для колишніх якудза.

## Розробка

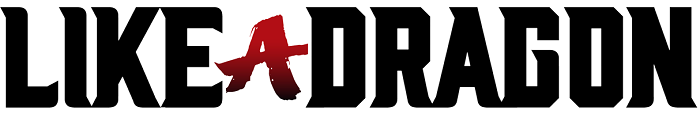
Оновлений логотип франшизи вперше був представлений у Yakuza: Like a Dragon, як спроба підкреслити різницю між характерами нового і попереднього протагоністів серії.

Гра була вперше анонсована 26 серпня 2017 року, разом з Fist of the North Star: Lost Paradise та Yakuza Online. Під час розробки проєкт мав робочу назву «Shin Ryu ga Gotoku», що можна перекласти приблизно як «Подібний новому дракону». Sega отримали дозвіл від творця культової Dragon Quest, Юджі Хоріі, на згадку його серії у грі, оскільки це улюблена відеогра нового протагоніста. Творець серії Наґоші Тошіхіро пояснив заміну стиля нового логотипу спробою підкреслити різницю між характерами нового і попереднього протагоністів серії. У інтерв'ю 2019 року команда Sega розповіла, що вони хотіли спробувати інший стиль геймплею, порівняно з попередніми тайтлами франшизи, але якщо реакція авдиторії на нього буде негативною, то в майбутніх іграх вони планують повернутися до перевіреної бойової системи. Головну тему гри, «Пісню Одиниці» (яп. 一番歌, Ichibanka)  виконав гурт Shōnan no Kaze, що раніше створював основні музичні теми для Yakuza 0 та Kurohyō: Ryū ga Gotoku Shinshō за участі Накати Ясутаки.
Ця гра отримала англомовний дубляж та два набори англійських субтитрів: один відповідає японському аудіо з максимально близьким до оригінального тексту перекладом, а інший — повістю відповідає англомовному дубляжу. Локалізації французькою, німецькою, італійською та іспанською мовами орієнтовані на оригінальну японську озвучку незалежно від вибраної мови озвучення.

## Оцінки і відгуки
| Агрегатор  | Оцінка                                                      |
| ---------- | ----------------------------------------------------------- |
| Metacritic | ПК: 83/100 PS4: 84/100 PS5: 86/100 XONE: 89/100 XSX: 83/100 |
| OpenCritic | 91%                                                         |

| Видання        | Оцінка |
| -------------- | ------ |
| Destructoid    | 7,5/10 |
| Famitsu        | 38/40  |
| GameSpot       | 9/10   |
| GamesRadar+    | 4,5/5  |
| IGN            | 7/10   |
| PC Gamer (США) | 7,2/10 |
| RPGamer        | 4/5    |
| RPGFan         | 9,4/10 |

Yakuza: Like a Dragon отримала «загалом позитивний» рейтинг на агрегаторі рецензій Metacritic, набравши від 83 до 89 балів на усіх доступних платформах. На OpenCritic гра тримає позначку у 91% позитивних рекомендацій.
Рецензенти загалом хвалили нову бойову систему. Так, Міхаель Хайям з GameSpot написав: «Покрокові бої та система професій чудово передають фірмову енергію Yakuza й водночас дарують насолоду від класичного RPG-геймплею». Хірун Краєр з GamesRadar+ похвалив оновлену боївку, назвавши її «сміливим кроком у новому напрямку для Ryu Ga Gotoku», але розкритикував внутрішньоігрові підземелля: «Like a Dragon могла б взяти приклад із попередників у дизайні підземель: зробити їх механічно унікальними та забезпечити гравцям нові, неповторні випробування. Коридори битв у серії Yakuza завжди вирізнялися своєю енергійністю й драйвом — наприклад, у Yakuza 0 підйом до штабу Доджіми перед фінальною сутичкою з Кузе став яскравим взірцем напруженого геймплею. Проте підземелля в Like a Dragon виявилися повільними та рутинними, без суттєвих змін у порівнянні з рештою гри». На думку Трістана Оґілві з IGN, «Yakuza: Like a Dragon тішить яскравими покроковими боями, захопливими головними персонажами та деталізованим світом, що робить її свіжим і здебільшого захопливим доповненням до довготривалої серії про японський кримінальний світ. Однак проблеми з навігацією та раптові стрибки складності в фінальних розділах перетворили завершення сюжету на виснажливу рутину».
Щодо сценарію гри рецензенти висловили неоднозначні відгуки. Так, Джордан Девор з Destructoid в цілому хвалив основний сюжет, хоча і зауважив деякі проблеми з його темпом: «Є певні проблеми з динамікою: частково це стосується сюжету, частково — властивої жанру JRPG схильності до затяжного грінду.[...] Перші кілька годин у Like a Dragon справляють сильне враження, а фінал дарує надію, залишаючи бажання дізнатися, що чекає на Ічібана далі. Проте в середині гри були кілька розділів, де я відчував труднощі з тим, щоб зануритися в розпорошений сюжет». Енді Келлі з PC Gamer назвав Like a Dragon «абсолютно новою, самостійною історією, яка робить гру зручним стартом для новачків серії», додавши, що «з огляду на розчаровуючий сюжет та одноманітні бої, я все ж вважаю, що Yakuza 0 — найкраще знайомство з цією серією».

### Продажі
Yakuza: Like a Dragon стала найбільш продаваною грою на фізичних носіях у Японії протягом перших чотирьох днів після виходу, розійшовшись тиражем у 300 тис. копій. Станом на березень 2020 року загальні продажі фізичних та цифрових копій у Японії та Азії досягли 450 тис. копій.